# TDC Bình Dương FC
Der TDC Bình Dương Football Club war ein vietnamesischer Fußballverein aus Thủ Dầu Một, der zuletzt in der zweiten Liga des Landes spielte.

## Geschichte
Der Verein wurde 2008 gegründet und stand unter der Kontrolle der Bình Dương Trade & Development Joint-Stock Company. Der Vereinskader bestand hauptsächlich aus jungen Spielern des Erstligisten Becamex Bình Dương. 2013 wurde der Verein wieder aufgelöst.

## Stadion

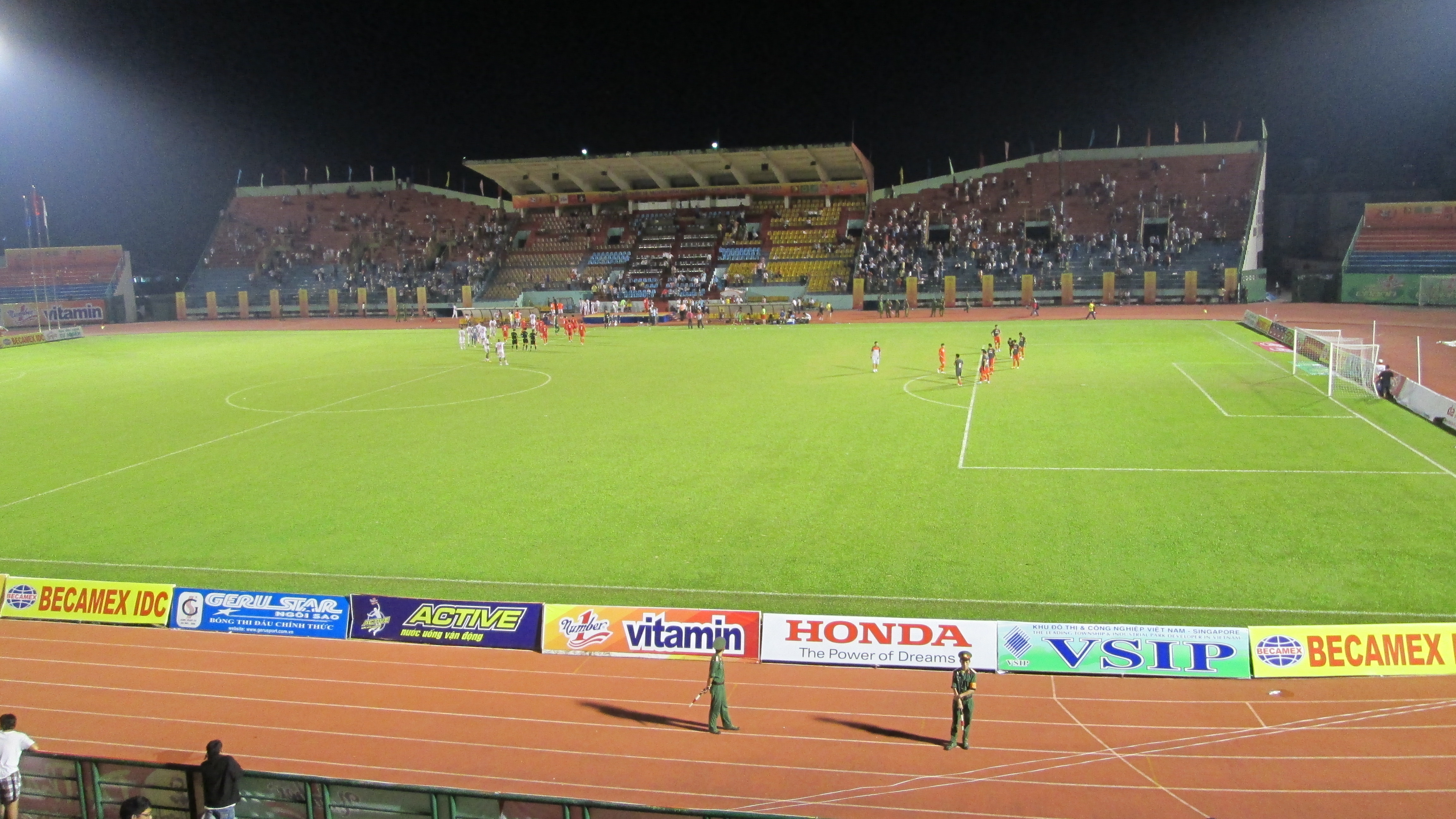
Gò-Đậu-Stadion

Seine Heimspiele trug der Verein im Gò-Đậu-Stadion in Thủ Dầu Một in der Provinz Bình Dương aus. Das Stadion hat ein Fassungsvermögen von 18.250 Personen.
Koordinaten: 10° 58′ 13,9″ N, 106° 40′ 19,6″ O

## Saisonplatzierung
| Saison | Liga       | Liga  | Liga   | Liga | Liga | Liga | Liga  | Liga   | Liga     |
| Saison | Liga       | Level | Spiele | S    | U    | N    | Tore  | Punkte | Position |
| ------ | ---------- | ----- | ------ | ---- | ---- | ---- | ----- | ------ | -------- |
| 2011   | V.League 2 | 2     | 26     | 7    | 7    | 12   | 32:43 | 28     | 10.      |
| 2012   | V.League 2 | 2     | 26     | 7    | 8    | 11   | 27:37 | 29     | 12.      |